# 화순 운주사 칠성바위앞 칠층석탑
화순 운주사 칠성바위앞 칠층석탑(和順 雲住寺 七星바위앞 七層石塔)는 대한민국 전라남도 화순군 도암면, 운주사에 있는 칠층석탑이다. 2005년 7월 13일 전라남도의 유형문화재 제281호로 지정되었다.

## 개요
운주사 계곡 좌측 산록의 칠성바위라 불리는 곳의 큰 암반 위에 있는 탑이다. 지대석이나 기단부 등의 별다른 시설 없이 자연 암반 위에 탑신부만을 건립하였다. 탑신석 각면에는 양쪽 귀퉁이에서 넓직한 우주가 두르러지게 모각되어 약간은 둔중한 느낌이 든다. 대체적으로 각층 옥개석은 추녀와 처마가 직선이고, 네 귀퉁이의 전각에 반전이 표시 되었으며 낙수면도 평박한 편이다. 7층 옥개석 정상에는 1석으로 조성된 상륜부가 얹혀져 있다. 전체높이는 7m이고 제작시기는 고려시대이다.

## 같이 보기
- 운주사

## 참고 자료
- 화순운주사칠성바위앞칠층석탑 - 국가유산청 국가유산포털